# Oedignatha poonaensis
Oedignatha poonaensis là một loài nhện trong họ Corinnidae.
Loài này thuộc chi Oedignatha. Oedignatha poonaensis được miêu tả năm 1991 bởi Majumder & Benoy Krishna Tikader.